# 紅燈區 (電影)
《紅燈區》（英語：Street Angels）是1996年上映的一部香港電影，由鄧衍成執導，邱淑貞、陶大宇、任達華主演，改篇自香港漫畫家牛佬的同名漫畫。故事內容是夜總會出現惡性競爭，利益之爭。

## 劇情
畢華祺（任達華飾）於保齡球場內殺害胖子黎（鄭祖飾），得手後畢華祺和童恩（邱淑貞飾）逃亡，期間童恩遭O記巴姐（魯芬飾）拘捕後留難，林律師（林尚義飾）勸童恩轉作控方證人不果，而畢華祺遭「紅牛」（李兆基飾）安排潛逃荷蘭。
8個月後，葉善文（陶大宇飾）所經營夜總會，大陸商向陽（林崇正飾）收購百分之五十一之股份作大股東，但葉善文拒絕並遭戲弄，畢華祺受向陽邀請相助報仇，先伏殺葉善文親信手下嚤囉（徐錦江飾），之後在婚禮上大派裸照向觀眾，令童恩傷心，遭林律師攔截，交出底片，但畢華祺不肯罷休，明明（舒淇飾）報復畢華祺，但遭畢華祺識破而強姦變成植物人，之後被童恩和葉善文進行大報復,先設局使畢華祺分別殺死向陽和「紅牛」，畢華祺為了避開追殺而故意被警方拘捕，但遭骨精強（何家輝飾）開車撞死，無可避免地落得如此下場。

## 主要演員
| 角色                | 演員                            |
| 童恩                | 邱淑貞                          |
| 葉善文 (Play Boy文) | 陶大宇                          |
| 畢華祺              | 任達華                          |
| 明明                | 舒淇                            |
| 嚤囉                | 徐錦江                          |
| 凱恩                | 周嘉玲                          |
| 黑美麗 別名皮蛋     | 張蘭英                          |
| 第一夜總會歌手      | 瑪俐亞                          |
| 林律師              | 林尚義                          |
| 巴姐                | 魯芬                            |
| 向陽                | 林崇正                          |
| 肥龍                | 李健仁                          |
| 胖子黎              | 鄭祖                            |
| 骨精強              | 何家輝                          |
| 童恩繼父            | 米奇                            |
| 童恩母親Mimi        | 白茵                            |
| 尖東Keanu           | 駱達華                          |
| 紅牛                | 李兆基（高飛） （也是該片顧問） |

## 音樂
- 主題曲：《午夜情》（主唱及填詞：劉美君、作曲：李世健）。

- 插曲：《我話事》（主唱：瑪俐亞、作曲：伍樂城、填詞：不是女人）。

## 外部連結
- 開眼電影網上《紅燈區》的資料（繁體中文）
- 香港影庫上《紅燈區》的資料（繁體中文）
- 时光网上《紅燈區》的資料（简体中文）
- 爛番茄上《紅燈區》的資料（英文）
- AllMovie上《紅燈區》的资料（英文）
- 互联网电影数据库（IMDb）上《紅燈區》的资料（英文）
- 《古惑仔》官方網站 （页面存档备份，存于）